# جامعة باغجة شهير
جامعة باغجة شهير (بالتركية:Bahçeşehir Üniversitesi) هي مؤسسة تعليمية خاصة في تركيا، وتقع في الجانب الأوروبي من إسطنبول. أذن المجلس الوطني التركي لمؤسسة باغجة شهير للتعليم في عام 1998 بإنشاء جامعة باغجة شهير. وُقع بروتوكول أكاديمي واستراتيجي بعد فترة وجيزة (فبراير 1998) مع جامعة ولاية سان دييغو في كاليفورنيا، الولايات المتحدة الأمريكية. التحق الطلاب الأوائل في الجامعة بعد امتحان تحديد المستوى الأول (ÖSYS) في العام الدراسي 1999-2000. الجامعة هي واحدة من الجامعات القليلة في تركيا التي لديها محاضرات باللغة الإنجليزية، وبالتالي يتعين على الطلاب المتقدمين للالتحاق بجامعة جامعة باغجة شهير إتقان اللغة الإنجليزية.

## تأسيس جامعة باغجة شهير
تأسست جامعة باغجة شهير عام  1998 في مدينة اسطنبول و بدأت  في قبول الطلاب في العام الدراسي
1999-2000 كان الحرم الأول للجامعة في منطقة باغجة شهير ، ولكن اعتبارا من عام 2004  نقلت جميع وحدات الجامعة إلى حرم بشكطاش الجامعي.
نالت جامعة باغجة شهير لقب " قلب اسطنبول" بسبب موقعها المميز على مضيق البوسفور في حرمها الرئيسي الواقع في منطقة بشكتاش و تتميز الجامعة بجذبها للطلاب الأجانب من مختلف دول العالم  من الولايات المتحدة إلى الصين ، من فرنسا إلى كوريا الجنوبية بالإضافة الى الطلبة العرب.
وفيما يلي نستعرض تواريخ أهم الأحداث في جامعة باغجة شهير:
- تم تأسيس كلية الاتصالات عام  1998.
- تم تأسيس كلية إدارة الأعمال عام 2014.
- تم تأسيس كلية إدارة السياحة وإدارة الفنادق والتي تم تغييرها إلى المدرسة المهنية في عام 2000 وافتتح معهد العلوم الاجتماعية.
- تأسست كلية الاقتصاد والعلوم الإدارية والاجتماعية عام 2013.
- تم تأسيس كلية الهندسة والعلوم الطبيعية عام 2013.
- تأسست كلية الآداب والعلوم عام 2014 .
- افتتحت كلية الحقوق والعمارة عام 2000 والتي أصبحت كلية العمارة والتصميم عام 2008.
- افتتحت كلية العلوم التطبيقية عام 2007 .
- تأسست كلية العلوم التربوية ، معهد العلوم التربوية بتاريخ 2011.
- تم افتتاح كلية العلوم الصحية 2012.
- تم افتتاح معهد العلوم الصحية بتاريخ 2012.
- قبلت كلية الطب أول طالب لها عام 2013.
- تم افتتاح المدرسة المهنية للخدمات الصحية في 2014.
- تم افتتاح مدرسة اللغات الأجنبية في 2014.
- تم افتتاح كلية طب الأسنان بتاريخ 2017.
- تم افتتاح المعهد الموسيقي في 2020.
- تم افتتاح معهد التعليم العالي في 2020.
- تم افتتاح كلية الصيدلة في 2022.

موقع الجامعة الرسمي:
https://bau.edu.tr/
هدف جامعة باغجة شهير:
تهدف جامعة باغجة شهير لتكون من بين أفضل 500 جامعة في العالم وذلك بالمساهمة في البحث والتطوير لإنتاج وحماية ونشر المعرفة التي من شأنها النهوض بالمجتمع والإنسانية من خلال الدراسات العلمية والاهتمام بتخريج أفراد يتميزون بالكفاءات الفردية والمهنية والذين يحدثون فارقًا بمبادراتهم المبتكرة لأغراض التنمية المستدامة مع نماذج التعليم الحديثة التي تم تطويرها بناءً على أساليب وتقنيات التعليم الرائدة.
رؤية جامعة باغجة شهير:
أن تكون جامعة رائدة معترف بها دوليًا تركز في مسيرتها على التميز في التعليم والبحث والمساهمة في نهوض المجتمع.

## الحرم الجامعي لجامعة باغجة شهير
تضم جامعة باغجة شهير اسطنبول تركيا 7 أحرم جامعية، جميعهم في مدينة اسطنبول، الحرم الرئيسي
للجامعة هو حرم بشكتاش الواقع في منطقة بشكتاش بموقع متميز باطلالة رائعة على مضيق البوسفور.
1. حرم بشكتاش الشمالي: يحوي كلية العمارة والتصميم ، بالإضافة الى كلية العلوم الصحية، كلية فن الطهي والمطبخ ، المدرسة المهنية للخدمات الصحية، موقعه على خرائط غوغل:

Abbasağa, Ihlamur Yıldız Cd. No:8, 34353 Beşiktaş/İstanbul
1. حرم بشكتاش الجنوبي: وهو الحرم الرئيسي ، يضم كلية الحقوق، كلية الاقتصاد والإدارة والعلوم الاجتماعية، علم النفس والاجتماع، الهندسة الطبية والبيولوجيا، هندسة الكهرباء والحاسوب، كلية العلوم التربوية ، كلية الهندسة الصناعية ، كلية الهندسة المدنية ، الهندسة الميكانيكية، بالإضافة الى مركز التعليم المستمر ومكتبة الجامعة و مكتب الطلاب الدوليين بالجامعة، موقعه في خرائط غوغل:

Yıldız, Çırağan Cd., 34349 Beşiktaş/İstanbul
1. حرم غالاطة: يضم كلية الاتصال، قسم الأنيميشن والأفلام المتحركة، قسم تصميم الالعاب الرقمية.

موقعه على خرائط غوغل:
Müeyyedzade, Kemeraltı Cd. Karaoğlan Sokağı 24/A, 34425 Galata/Karaköy/Beyoğlu/İstanbul
1. حرم غوزتيبيه:

يضم كلية الطب وكلية طب الأسنان، موقعه على خرائط غوغل:
Sahrayı Cedit, Batman Sk. No:66, 34734 Kadıköy/İstanbul.
1. حرم بيرا:  ويضم معهد الموسيقى التابع للجامعة ، موقع الحرم على الخريطة:

Emekyemez, Şişhane Sk. No:17, 34420 Beyoğlu/İstanbul.
1. حرم المستقبل: موقع الحرم على الخريطة:

Göktürk Merkez, 34077 Eyüpsultan/İstanbul
1. حرم تشاتالجا.[3]

## التسجيل في جامعة باغجة شهير اسطنبول
بوابة التسجيل الاكتروني على جامعة باغجة شهير
من أجل التسجيل في جامعة باغجة شهير يلزم تحضير الاوراق التالية:
- لمرحلة البكالوريوس:

1. نسخة أصلية للشهادة الثانوية مترجمة إلى اللغة التركية أو الإنكليزية وموثقة عند النوتر.
2. صورة عن جواز السفر مترجم الى اللغتين الانكليزية والتركية.
3. صورة للهوية التركية إن وجدت.
4. شهادة نجاح للغات الاجنبية:

- توفل لدراسة التخصصات باللغة الانكليزية.
- شهادة اختبار اللغة التركية لدراسة التخصص باللغة التركية.

1. اوراق وشهادات اضافية تمكن الطالب من الحصول على منح أو خصومات من الجامعة (ان وجدت).

- لمرحلة الدراسات العليا:

1. صورة عن جواز السفر.
2. كشف علامات لمرحلة البكالوريوس.
3. شهادة البكالوريوس.
4. خطاب توصية من الجامعة أو من شركات او مؤسسات عدد 2.
5. خطاب الدوافع Motivation Letter.
6. شهادة GRE إلزامية وتطلب للمتقدمين للتسجيل لمرحلة الدكتوراه.
7. شهادة توفل إلزامية وتطلب للمتقدمين للتسجيل لمرحلة الدكتوراه[2]